# Jambol
Jambol (bulharsky Ямбол) je oblastní město na jihovýchodě Bulharska. Žije tu přibližně 70 tisíc obyvatel.

## Osobnosti města
- Volen Siderov (* 1956), nacionalistický politik
- Georgi Gospodinov (* 1968), bulharský spisovatel

## Partnerská města
- Andižan, Uzbekistán
- Berďansk, Ukrajina
- Edirne, Turecko
- Halle, Německo
- Iževsk, Rusko
- Sieradz, Polsko
- Târgu Jiu, Rumunsko
- Villejuif, Francie